# 앨리스 워커
앨리스 워커(Alice Malsenior Walker, 1944년 2월 9일 ~ )는 미국의 작가, 시인, 운동가이다. 그녀는 인종과 성과 관련해 소설과 에세이를 썼다. 그녀는 소설 < 더 컬러 퍼플, The Color Purple (1982)> 로 아프리카계 미국인으로는 최초로 퓰리처상 픽션 부문의 상을 수여했다.  

## 생애
워커는 Eatonton, Georgia에서, Willie Lee Walker 와 Minnie Lou Tallulah Grant의 여덟 자녀 중 막내로 태어났다. 그녀 말에 따르면 그녀의 아버지는, "수학에는 능하지만 끔찍한 농부"였다. 그는 낙농 농장에서 일 년에 단 300 달러를 받았습니다. 그녀의 어머니가 하녀로 일을 하여 가족 소득을 보충하였다. Jim Crow 법에 따라 생활할 때 워커의 부모님들은 흑인의 아이들은 일찍부터 농장에서 일해야 된다고 생각하는 지주의 생각에 따르지 않았다. 백인 지주는 그녀의 어머니에게 흑인들은 교육이 필요하지 않다고 말했다. 그러자 그녀는 그녀의 자식들이 읽고 쓰는 것을 배우는 것이 필요하지 않다고 말할거면 다시는 집 근처에 얼씬도 하지마라고 말했다. 그녀의 어머니는 그녀가 4살 때 입학을 시켰다.
1952년에 Walker는 그녀의 오빠가 쏜 BB탄 총에 오른쪽 눈을 잃는다. 그녀의 가족은 차를 가지고 있지 않았기 때문에 그녀를 즉시 치료하지 못했고 그 때문에 그녀의 오른쪽 눈은 회복 되지 못했다. 눈을 잃고 난 후 그녀는 내성적으로 바뀌었지만 그녀의 상처가 아물어 가면서 그녀의 내성적인 성격은 가장 인기 있는 아이로 뽑힐 정도로 바뀌었다.
고등학교 졸업 후 Walker는 Spelman College에 진학하여 1961년 졸업하였다. 그 후 뉴욕시 근처에 있는 Sarah Lawrence College로 옮겨 1965년에 졸업하였다. 그녀는 그녀의 교수중의 한명인 Howard Zinn의 영향을 받아 미국 민권 운동에 관심을 가지게 된다.
1965년에 그녀는 Melvyn Roseman Leventhal를 만났고 1967년 3월 17일 뉴욕에서 결혼하였다. 1969년 그녀는 딸 Rebecca를 낳는다. 그 후 그녀는 많은 저서를 남긴다.

## 작품
- 소설 및 단편집

1. The Third Life of Grange Copeland (1970)
2. In Love and Trouble: Stories of Black Women (1973)
3. Meridian (1976)
4. The Color Purple (1982)
5. You Can't Keep a Good Woman Down: Stories (1982)
6. To Hell With Dying (1988)
7. The Temple of My Familiar (1989)
8. Finding the Green Stone (1991)
9. Possessing the Secret of Joy (1992)
10. The Complete Stories (1994)
11. By The Light of My Father's Smile (1998)
12. The Way Forward Is with a Broken Heart (2000)
13. Now Is The Time to Open Your Heart (2005)
14. Devil's My Enemy (2008)
15. Everyday Use (1973) Short stories, essays, interviews

- 시집

1. Once (1968)
2. Revolutionary Petunias and Other Poems (1973)
3. Good Night, Willie Lee, I'll See You in the Morning (1979)
4. Horses Make a Landscape Look More Beautiful (1985)
5. Her Blue Body Everything We Know: Earthling Poems (1991)
6. Absolute Trust in the Goodness of the Earth (2003)
7. A Poem Traveled Down My Arm: Poems And Drawings (2003)
8. Collected Poems (2005)
9. Hard Times Require Furious Dancing: New Poems

## 수상경력
1. Pulitzer Prize for Fiction for The Color Purple (1983) (first black woman).
2. National Book Award (First black woman)
3. O. Henry Award for "Kindred Spirits" 1985.
4. Honorary Degree from the California Institute of the Arts (1995)
5. American Humanist Association named her as "Humanist of the Year" (1997)
6. The Lillian Smith Award from the National Endowment for the Arts
7. The Rosenthal Award from the National Institute of Arts & Letters
8. The Radcliffe Institute Fellowship, the Merrill Fellowship, and a Guggenheim Fellowship
9. The Front Page Award for Best Magazine Criticism from the Newswoman's Club of New York
10. Induction to the California Hall of Fame in The California Museum for History, Women, and the Arts (2006)